# Antônio Vieira da Soledade
Antônio Vieira da Soledade (Elvas, 1 de janeiro de 1800 — 16 de dezembro de 1836) foi um sacerdote católico e político brasileiro.
Foi eleito deputado geral para a 1ª Legislatura da Câmara dos Deputados (1826-1829) pela Província de São Pedro do Rio Grande do Sul. Para esta Legislatura, também foram eleitos pela mesma Província os Deputados Caetano Xavier Pereira de Brito (após seu falecimento, foi substituído por José Joaquim Machado de Oliveira) e Francisco Xavier Ferreira. Em julho de 1826, foi nomeado Senador do Império do Brasil (cargo vitalício). Seu sucessor na Câmara foi Feliciano Nunes Pires.
Foi presidente da província do Rio Grande do Sul, de 2 de agosto a 17 de novembro de 1829.